# Mamprusi (peuple)
Pour les articles homonymes, voir Mamprusi (langue).

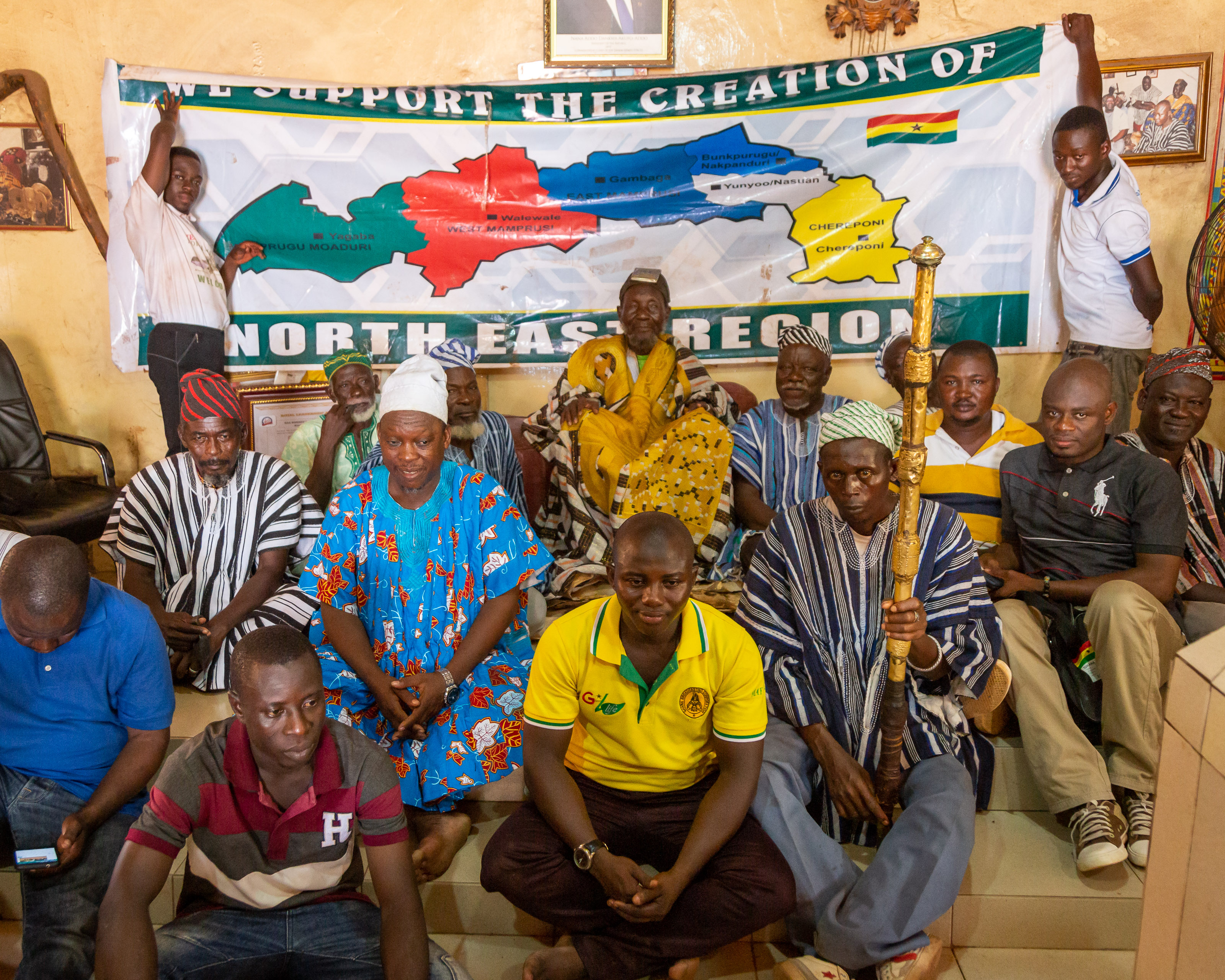
La communauté des Mamprusi avec leur chef au Ghana

Les Mamprusi sont une population d'Afrique de l'Ouest vivant au Ghana, au Togo, et au Burkina Faso.

## Ethnonymie
Selon les sources et le contexte, on observe de multiples formes : Mampele, Mampourou, Mampoursi, Mamproussi, Mamproussis, Mamprule, Mampruli, Mampruse, Mamprusis, Mamprussi, Mampulusi, Mampursi, Manpelle et Manprusi

## annexes